# 梁晶 (運動員)
梁晶（1990年—2021年5月22日），男，安徽东至人，中國馬拉松運動員，兼中國12小時超馬纪录保持者。

## 生平
梁晶生於安徽省池州市東至縣，大學畢業後在合肥市工作。于大學時期第一次接觸跑步，從此開始對跑步抱有興趣。
2012年起，梁晶成為馬拉松業餘選手，第一次參加的比賽是厦門全程馬拉松，最後跑出3小時18分54秒的好成績。之後被合肥市馬拉松運動協會會長魏普龍發掘，成為魏普龍的徒弟，從此其運動生涯便獲獎無數。2014年10月，他在山東濟南12小时超級馬拉松比賽當中，跑出了打破全國紀录的149.5公里，獲得第一個超馬冠軍，嶄露頭角。
隨著對馬拉松的熱愛以及成績不斷的提高，梁晶於2015年辭去工作，成為了馬拉松全職運動員。同年1月，他於首屆香港12小時超級馬拉松比賽，以139公里的成績拿下第一名的寶座；同年又於濟南12小時超馬比賽以145.725公里的成績成功衛冕。
其後他的運動生涯平步青雲，於2016年至2018年間，先後拿下HCFR2018年國際越野跑挑戰賽100公里冠軍、2018年曲埠12小時超馬冠軍、2018年柴古唐斯括蒼越野賽冠軍、「2018 China100」「山地越野系列賽暨環四明山百公里山地戶外運動挑戰賽」冠軍、2017年杭州超馬24小時金杯賽等等；於2018年的萬科濟南12小時超馬比賽，以151.2公里的成續奪冠，除了創下個人最佳紀录之外，更是刷新了中國12小時超馬的最佳成績。因此被稱為「中國超馬一哥」、「梁神」。
2021年5月22日，梁晶在參加黃河石林山地馬拉松百公里越野賽時，遭遇了冰雹、凍雨、大風等惡劣天氣，最終不幸遇難，終年31歲。據其教練魏普龍所指，梁晶屍體的雙膝已經磨爛，推斷他臨死前可能遇上失溫的情況，並且死得非常痛苦。

## 爭議

### 比賽中搶去多名路人的水
梁晶於2018年參加「香港100」越野賽中，被指在山路上曾經搶走最少4名徒步者（包括行山人士、途人及攝影師）的樽裝水，其中一名林姓行山人士指出，他與朋友在由大灘到海下行山途中，被搶走在背囊中的水。另一葉姓行山人士亦指出，在榕樹澳往雞公山的山路中，梁晶搶走他女性友人的水，還將一個空的膠樽遞給她。另一馮姓市民指出，在基維爾營地附近，梁晶搶去他唯一的一支水，再將空的可樂膠樽丟回他腳邊。還有，攝影師Nelson Wong指，梁晶經過時未得他同意便在他背包側袋拿去他唯一的一支水，雖然攝影師即時喝止他，他喝了大半才把水樽掉回給他。由於根據HK100的比賽規則，參加者在檢查站以外的其他地點，不得接受任何外間食水，所以大會以梁晶在非補給點接受補給為理由取消他的成績。
他後來解釋當時自己的身體處於比較危險的狀態，因此希望與徒步者交換水瓶（梁晶的水瓶已經沒有水），而他以為得到了對方的允許才拿走水瓶。他又承認自己做得不對，取消成績是可以接受的，並且感到抱歉，但他說自己真的沒有故意去搶別人的水瓶。

## 家庭
父親梁宏。妻子也是一名馬拉松選手，同樣師承於魏普龍，兩人育有一名女兒。